# Нижние Яки
Нижние Яки — село в Мамадышском районе Татарстана. Административный центр Якинского сельского поселения.

## География
Находится в центральной части Татарстана на расстоянии приблизительно 30 км на запад-юго-запад по прямой от районного центра города Мамадыш у автомобильной дороги Казань-Уфа.

## История
Известно с 1680 года, в начале XX века уже было 2 мечети.
В «Списке населенных мест по сведениям 1859 года», изданном в 1866 году, населённый пункт упомянут как казённая деревня Нижние Яки 2-го стана Мамадышского уезда Казанской губернии. Располагалась при речке Якинке, по правую сторону 1-го Чистопольского торгового тракта, в 25 верстах от уездного города Мамадыша и в 20 верстах от становой квартиры в казённой деревне Ахманова (Ишкеево). В деревне, в 68 дворах жили 576 человек (289 мужчин и 287 женщин), была мечеть.

## Население
Постоянных жителей было: в 1782 — 65 душ мужского пола, в 1859—572, в 1897—1002, в 1908—1232, в 1920—1185, в 1926—1061, в 1938—716, в 1949—572, в 1958—616, в 1970—753, в 1979—732, в 1989—567, в 2002 году 484 (татары 100 %), в 2010 году 463.